# Университет Матея Бела
Университет Матея Бела  (словац. Univerzita Mateja Bela) — университет в центре словацкого города Банска-Бистрица, назван в честь Матея Бела, выдающегося словацко-венгерского учёного XVIII века.
Создан 1 июля 1992 путём слияния двух филиалов (Братиславского технического университета и Братиславского Университета Коменского); открыт 23 октября 1992.
Факультеты:
- экономический факультет
- факультет гуманитарных наук
- факультет политических наук и международных отношений
- факультет естественных наук
- педагогический факультет
- юридический факультет